# Leuterīs Intzoglou
Leuterīs Intzoglou (in greco Λευτέρης Ιντζόγλου; Korydallos, 3 marzo 1987) è un calciatore greco, centrocampista svincolato.

## Biografia
È il figlio di Babis Intzoglou e nipote di Thanasis Intzoglou, ex calciatori della Grecia.